# Andrzej Dycha
Andrzej Dycha (ur. 27 kwietnia 1978 w Barlinku) – polski urzędnik państwowy i dyplomata, w latach 2007–2010 podsekretarz stanu w Ministerstwie Rolnictwa i Rozwoju Wsi, w latach 2011–2015 podsekretarz stanu w Ministerstwie Gospodarki, w latach 2015–2017 ambasador RP w Nigerii, od 2024 prezes zarządu Polskiej Agencji Inwestycji i Handlu.

## Życiorys
Ukończył studia z zakresu politologii i nauk społecznych na Uniwersytecie Szczecińskim, specjalizując się w zakresie integracji europejskiej. Od 2002 do 2004 studiował także nauki polityczne na Université Bordeaux-IV. W latach 2004–2006 był zatrudniony w Parlamencie Europejskim jako asystent deputowanego. Od 2006 do 2007 pracował jako asystent w grupie politycznej Unii na Rzecz Europy Narodów w PE.
W grudniu 2007 objął stanowisko podsekretarza stanu w Ministerstwie Rolnictwa i Rozwoju Wsi z rekomendacji Polskiego Stronnictwa Ludowego. W 2009 bez powodzenia startował jako kandydat bezpartyjny z listy tego ugrupowania do Parlamentu Europejskiego. W lutym 2010 odszedł ze stanowiska rządowego w związku z objęciem funkcji w administracji Komisji Europejskiej (przy komisarzu Dacianie Cioloșie). W grudniu 2011 premier Donald Tusk powołał go na stanowisko podsekretarza stanu w Ministerstwie Gospodarki. Objął także funkcję krajowego koordynatora współpracy RP-OECD. W lipcu 2015 został odwołany ze stanowiska.
W tym samym roku powołany na stanowisko ambasadora nadzwyczajnego i pełnomocnego RP w Nigerii. Został akredytowany również w Beninie, Gwinei, Kamerunie, Wybrzeżu Kości Słoniowej, Sierra Leone oraz Togo, a następnie uzyskał także akredytację w Gwinei Równikowej, Ghanie i Liberii. Zakończył pełnienie tych funkcji z końcem października 2017.
Następnie rozpoczął pracę w sektorze prywatnym. W lutym 2024 został prezesem zarządu Polskiej Agencji Inwestycji i Handlu.
Syn Stanisława Dychy, który był członkiem Naczelnego Komitetu Wykonawczego PSL. Posługuje się językiem angielskim i francuskim.

## Odznaczenia
- Krzyż Komandorski z Gwiazdą Orderu Zasługi (Norwegia, 2012)[13]